# 佐々木欽三
佐々木 欽三（ささき きんぞう、1928年 - ）は、NHKプロデューサー、広報事業局長。

## 略歴
宮城県大崎市生まれ。宮城県古川高等学校、東北大学文学部哲学科卒業。NHKに入局。
「新日本紀行」、「日本の素顔」など多くのドキュメンタリーを制作。とりわけ志賀直哉、三島由紀夫、荒木貞夫、スカルノなど、昭和史の人びととの接点が多かった。人事本部主幹、広報事業局長を務めた。

## 著書
- 佐々木欽三『時代夜明け時代のTVプロデューサー』悠飛社、2005年。ISBN 978-4-8603-0078-4
- 江上幸雄、佐々木欽三、佐野勇 共著『アジアの十字路』（海外シリーズ）日本放送出版協会、1965年。全国書誌番号:65000144